# Подмазенко Агнесса Павлівна
Агнеса Павлівна Подмазенко (1917, Гжатськ — 5 травня 1997, Берестя) — радянська військовослужбовець-лікар, фронтова дружина генерала А. А. Власова.

## Біографія
Народилася 1917 року в Гжатську.
Після закінчення Харківського медичного інституту (нині Харківський національний медичний університет) була призвана до Червоної армії та служила старшим лікарем медпункту у штабі 37-ї армії, якою командував Власов. На той час була одружена і мала сина Юрія (1936 року народження).
Стала фронтовою дружиною генерала, їхній шлюб юридично не був оформлений. З початком Німецько-радянської війни протягом кількох місяців вони виходили з оточення. Пройшовши зайняті німцями Київську, Полтавську та Харківську області, з'єдналися з радянськими частинами в районі Курська. Потім Власов був призначений командувати 20-ю армією, що обороняла Москву; із собою взяв Агнесу Подмазенко. 27 січня 1942 року вона була демобілізована з армії у зв'язку з вагітністю. Поїхала до матері в тил (місто Енгельс Саратовської області), щоб народити від Власова дитину, яку назвала на честь нього Андрієм (нар. 1942). У своїх документах указувала, що була дружиною генерала Власова.
А. А. Власов потрапив у полон, будучи командиром 2-ї ударної армії, що потрапила в оточення на Волховському фронті. Після цього почав співпрацювати з німцями. Агнеса Подмазенко була арештована і за рішенням Особливої наради отримала п'ять років таборів, а після цього відбувала ще й заслання.
Згодом вона жила та працювала в Берестейському обласному шкірно-венерологічному диспансері. Була реабілітована в 1989. Пропрацювавши до 1991 року, вийшла на пенсію.
Померла 5 травня 1997 року та похована на міському кладовищі Берестя.
Її син Андрій закінчив Саратовський державний університет та аспірантуру при ньому. У 1971 році приїхав працювати в Куйбишевський державний університет (нині Самарський державний університет).